# Pareucorystes varinervis
Pareucorystes varinervis är en stekelart som beskrevs av Vladimir Ivanovich Tobias 1961. Pareucorystes varinervis ingår i släktet Pareucorystes och familjen bracksteklar. Inga underarter finns listade i Catalogue of Life.